# Ottar du Hålogaland
Pour les articles homonymes, voir Ottar.

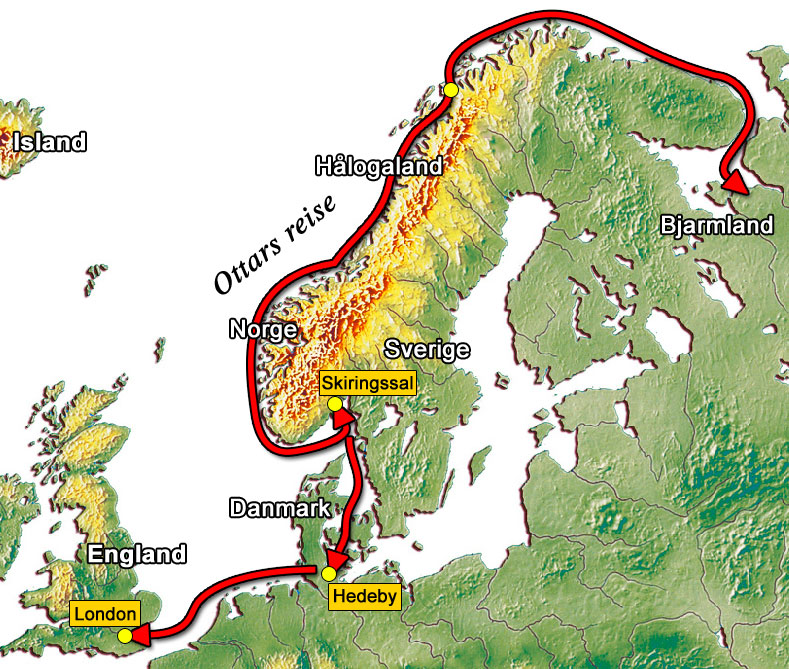
Carte des voyages d'Ottar.

Ottar (Óttar  en vieux norrois, Ohthere dans les références en vieil anglais) est un aventurier viking du IXe siècle originaire du Hålogaland.
Ottar organise plusieurs expéditions maritimes exploratoires à partir du port de Skiringssal, en Norvège. Au Nord-Est, il navigue jusqu'à la mer de Barents, puis atteint la Mer Blanche et rencontra les Samis. Il poursuit son aventure jusqu'au Bjarmaland.

## Biographie
Les sources nous indiquent qu'il serait originaire du nord de la Norvège, dans la région du Hålogaland. Il serait à la fois un navigateur, un explorateur et un riche propriétaire foncier et éleveur, peut-être un marchand. Il se décrit comme « l'un des hommes les plus importants de son pays » dont la richesse provient de son élevage de rennes ainsi que du tribut que lui versent les Finnas (probablement les Samis) sous forme de fourrure et d'ivoire de morse. L'origine et les raisons de ce tribut sont inconnues, il est probable que cela se fasse par la force. Son économie de subsistance est limitée par le terrain qu'il exploite car il possède peu de terres arables. 
Le statut exact d'Ottar nous échappe, son récit n'évoque aucune autorité supérieure à lui et il pourrait d'être un des nombreux chefs ou jarl exerçant une autorité à échelle régionale. Son lieu de résidence devait ressembler au domaine élitaire identifié dans les îles Lofoten. 

Il aurait voyagé vers le nord afin de « découvrir jusqu'où la terre s'étendait ». Ses voyages sont motivés par les contacts réguliers avec des tribus septentrionales tels que les Samis. Le long de la côte nord de Scandinavie, il n'identifie que quelques camps de chasse, décrivant ces terres comme étant désertiques.
« Il partit donc vers le Nord en longeant la côte. [...] Il s'était rendu là-bas avant tout, outre pour découvrir des terres, pour les morses, car ils avaient un très bon ivoire dans leurs défenses et leur peau était très bonne pour les câbles de navire. »
Afin d'écouler ses marchandises, il voyage vers Kaupang pendant 28 jours, dans le fjord d'Oslo, puis vers Hedeby pendant 5 jours. La route maritime qu'il emploie pour s'y rendre, il la nomme Norðweg (chemin du Nord), ce qui pourrait être l'origine étymologique de la Norvège.
Vers 880, il navigue jusqu'en Angleterre pendant trois jours où il rencontre le roi du Wessex Alfred le Grand dans sa capitale de Winchester. Celui-ci fait écrire le récit de ses voyages non pas en vieux norrois mais en vieil anglais. Ce point suggère qu'il ait des prédispositions linguistiques et aurait pu être polyglotte puisque dans son récit, il fait part de précisions sur les dialectes parlés par les tribus septentrionales de la Scandinavie. Il est probable qu'il se soit rendu sur les côtes du Wessex afin de pouvoir y faire commerce. Rien ne nous permet de savoir s'il est ensuite rentré dans le nord de la Norvège.

## Navigation
Dans son récit, Ottar donne des détails sur sa méthode de navigation à voile. Son navire est polyvalent et lui permet d'une part d'écouler des marchandises, d'une autre d'avoir un équipage armé pour forcer la récolte des tributs septentrionaux. Il navigue en longeant la côte, sans aucun outil de navigation, et se concentre sur des navigateurs expérimentés ayant des connaissances transmises de génération en génération. Il se fie aux points de repères amers, aux oiseaux, aux baleines, aux étoiles la nuit et à la position du soleil le jour. Son expérience en mer lui permet d'identifier et éviter des passages dangereux pour privilégier des routes plus sûres. Il privilégie le cabotage afin de pouvoir rapidement faire étape sur la terre ferme.

## Sources
La roi Alfred fait insérer le récit d'Ottar dans la traduction en vieil anglais des Histoires contre les Païens de Paul Orose afin d'y ajouter une description des contrées septentrionales. Son récit évoque les différents voyages effectués en mer du Nord et en mer Baltique ainsi que les relations internes et externes des peuples scandinaves. Il constitue aussi un témoignage de la vie d'un chef dans le nord de la Norvège. Le récit donne également des détails sur la durée des différents trajets qu'il effectue. C'est également dans son récit que le nom de Norvège apparait, sous la forme en vieil anglais de Norþ weg (littéralement chemin du Nord) ainsi que du nom Danemark. Il faudra ensuite attendre la chronique anglo-saxonne pour que le nom de la Norvège réapparaisse dans les textes.
Dans le contexte des premières attaques vikings et de la victoire d'Alfred menant à la création du Danelaw, l'accueil d'un viking à la cour anglo-saxonne éclaire sur la complexité des relations entretenues avec les Scandinaves. Le récit d'Ottar ne présente aucune forme d'hostilité entre lui et le roi, il aurait même offert des défenses de morse à ce dernier en guise de cadeau diplomatique.